# Красер
КрасЕр или Краснојарск Авио-линије (рус. Красноярские авиалинии) је једна од највећих руских авио-компанија. Седиште авио-компаније се налази у Краснојарску, Русија. КрасЕр лети редовне регионалне и међунродне путничке летове, карго летове, карго вођење и чартер летове. Главна база авио-компаније се налази на Аеродрому Емељјаново у Краснојарску.

## Историја
Компанија је настача 1982. године. године 1993, компанија је приватизована и организована као акционарско друштво. Власник авио-компаније су Општина Краснојарск (51%) и Ер Бриђ Менеџмент (49%). КрасЕр запошљава 4.314 радника (стање од март 2007). Авио-компаније такође поседује 71% акција у Омскавији.
Власници авио-компаније су Борис Абрамович и његов брат Александар Абрамович. Браћа Абрамович су водила агресивну кампању за пораст авио-компаније која је довела до оснивања ЕрЈунијон савеза у 2005. години. То је био први авио савез у Русији. Тај савез се састоји од КрасЕра, Домодедово ерлајнса, Самара ерлајнса, Омскавије и Сибавиатранса. То је трећа по величини руска авио-компанија.
Менеџмент КрасЕра су постигли договор са Европском банком за обнову и развој да оснују нову нискотарифну авио-компанију по именом Скај Експрес. Авио-компанија би била базирана на Аеродрому Внуково у Москви, и летала би на почетку само домаће летове, са авионима Боинг 737-300/500. Речено је да би цене авио-карте биле 30-40% ниже од других авио-компанија.
Током 2006. године, 1.118.543 путника је летало КрасЕром, а 3.342.815 путника је летало ЕрЈунијоном.

## Редовне линије
За више информација погледајте: Редовне линије КрасЕра

## Флота
| Тип                | Укупно | Седишта | Напомена     |
| ------------------ | ------ | ------- | ------------ |
| Антонов 148        | 0      | -       | 11 поручених |
| Боинг 737-300      | 6      | 144     |              |
| Боинг 757-200      | 4      | -       |              |
| Боинг 767-200ЕР    | 4      | 214     |              |
| Иљушин 86          | 4      | 350     |              |
| Иљушин Иљ-96-300   | 2      | 263     |              |
| Тупољев Ту-154М    | 15     | 164     |              |
| Тупољев Ту-204-100 | 1      | 175     |              |
| Тупољев Ту-214     | 1      | 175     |              |

## Редовне линије КрасЕра
Ово је списак свих одредишта до којих руска авио-компанија КрасЕр лети на својим редовним линијама.

### Русија
- - Барнаул (Аеродром Барнаул)
  - Благовјешченск (Аеродром Благовјешченск)
  - Владивосток (Аеродром Владивосток)
  - Игарка (Аеродром Игарка)
  - Иркутск (Аеродром Иркутск)
  - Јакутск (Аеродром Јакутск)
  - Јекатеринбург (Аеродром Колтсово)
  - Јенисејск (Аеродром Јенисејск)
  - Јужно-Сахалинск (Аеродром Јужно-Сахалинск)
  - Кемерово (Аеродром Кемерово)
  - Кизил (Аеродром Кизил)
  - Комсомољск на Амуру (Аеродром Комсомолск на Амуру)
  - Краснодар (Аеродром Краснодар)
  - Краснојарск (Аеродром Краснојарск) Хуб
  - Минералње Води (Аеродром Минералње Води)
  - Москва (Аеродром Домодедово) Хуб
  - Норилск (Аеродром Норилск)
  - Новосибирск (Аеродром Толмачево)
  - Омск (Аеродром Централни)
  - Петропавловск Камчатски (Аеродром Петропавловск-Камчатски)
  - Ростов на Дону (Аеродром Ростов на Дону)
  - Самара (Аеродром Курумоч)
  - Санкт Петербург (Аеродром Пулково)
  - Сочи (Аеродром Сочи)
  - Томск (Аеродром Богашево)
  - Тура (Аеродром Тура)
  - Улан Уде (Аеродром Улан-Уде)
  - Хабаровск (Аеродром Харбовск Нови)
  - Хатанга (Аеродром Хатанга)
  - Чита (Аеродром Кадала)

### Азија
- Азербејџан
  - Баку (Аеродром Баку)
- Јерменија
  - Јереван (Аеродром Јереван)
- Казахстан
  - Алмати (Аеродром Алмати)
  - Бајконур (Аеродром Бајконур)
- Киргистан
  - Бишкек (Аеродром Бишкек)
- Народна Република Кина
  - Пекинг (Аеродром Пекинг)
- Тајланд
  - Бангкок (Аеродром Суварнабуми)
  - Патаја (Аеродром Патаја)
- Таџикистан
  - Душанбе (Аеродром Душанбе)
  - Хујанд (Аеродром Хујанд)
- Узбекистан
  - Ташкент (Аеродром Ташкент)

### Европа
- Аустрија
  - Салцбург (Аеродром Салцбург)
- Грчка
  - Атина (Аеродром Атина)
  - Солун (Аеродром Солун)
- Немачка
  - Хановер (Аеродром Хановер)
  - Штутгарт (Аеродром Штутгарт)
- Португал
  - Лисабон (Аеродром Лисабон)
- Црна Гора
  - Тиват (Аеродром Тиват)

Напомена: Списак стања од марта 2008.